# 1302 Werra
1302 Werra eller 1924 SV är en asteroid i huvudbältet, som upptäcktes 28 september 1924 av den tyske astronomen Karl Wilhelm Reinmuth i Heidelberg. Den har fått sitt namn efter den tyska floden Werra.
Asteroiden har en diameter på ungefär 35 kilometer och den tillhör asteroidgruppen Themis.